# Villa Adams

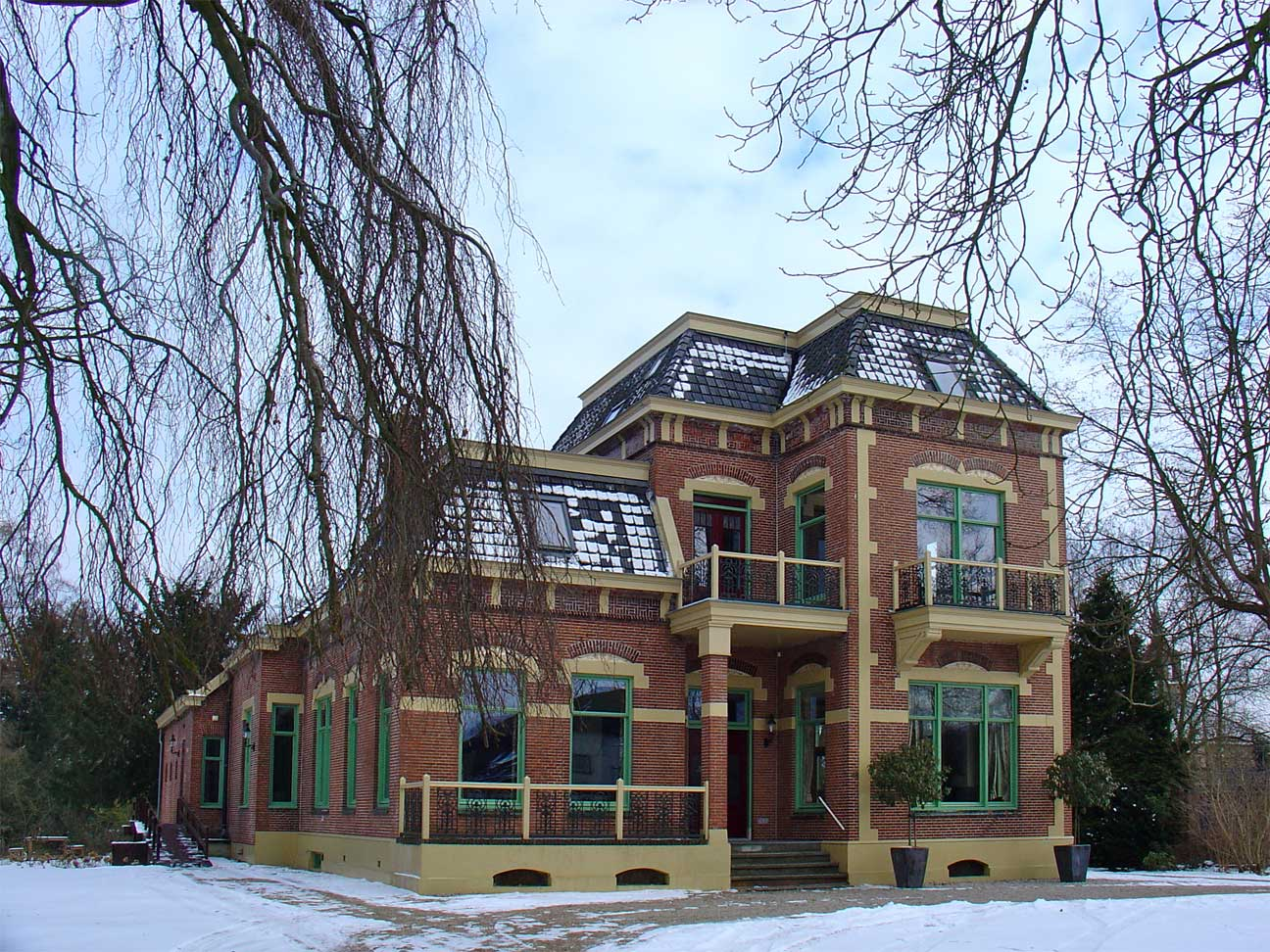
De in 1905 gebouwde villa Adams aan de Hoofdstraat in Gasselternijveen

De Villa Adams is een monumentaal jugendstilpand in Gasselternijveen in de Nederlandse provincie Drenthe.

## Historie
In 1905 liet de koopman en houthandelaar Jacob Adams een villa bouwen aan de Hoofdstraat in het centrum van Gasselternijveen. Adams werd in 1908 benoemd tot burgemeester van de gemeente Gasselte. De Villa Adams werd daarna zijn ambtswoning. In de tweede helft van de 20e eeuw werd het pand bewoond door de Drentse schrijver Bart Veenstra (pseudoniem van Lambertus Henderikus Hadderingh) en zijn echtgenote. Martha Hadderingh-Veenstra was een van de initiatiefnemers tot de oprichting van het scheepvaartmuseum Cartouche in Gasselternijveen. Het museum werd in het woonhuis, de Villa Adams, van het echtpaar Hadderingh gehuisvest. Het museum, dat de geschiedenis van de scheepvaart vanuit Gasselternijveen belichtte, werd in 2005 opgeheven. De collectie werd overgedragen aan andere musea in de regio. In de jaren erna werd er in de villa een vakantie- en conferentieoord gevestigd. Het pand is een provinciaal monument.